# Derek Quinnell
Pour les articles homonymes, voir Quinnell.
Pas d'image ? Cliquez ici

a Compétitions nationales et continentales officielles uniquement.

b Matchs officiels uniquement.
Dernière mise à jour le 13 février 2024.
Derek Leslie Quinnell, né le 22 mai 1949 à Llanelli (pays de Galles), est un joueur gallois de rugby à XV. Il occupe le poste de troisième ligne centre ou de deuxième ligne de l'équipe du pays de Galles entre 1972 et 1980.

## Biographie
Derek Quinnell est le père de l'ancien international Scott Quinnell, de Craig Quinnell et de Gavin Quinnell qui pratiquent également le rugby à XV comme joueurs professionnels.
Il joue d'abord pour le Llanelli RFC en 1967 et il débute au niveau international pour le pays de Galles contre la France en 1972. Il est le capitaine de Llanelli en 1979-1980.
Il participe à trois tournées des Lions. Il est le seul joueur de l'équipe des Lions à jouer sans d'abord avoir être retenu par sa nation quand il participe à la tournée de 1971, jouant un test match. Il retourne en Nouvelle-Zélande en 1977, jouant deux test matchs, et également en 1980 en Afrique du Sud, jouant encore deux tests matchs.

## Palmarès

### Équipe nationale
- 23 sélections en équipe nationale pour le pays de Galles .
- Ventilation par année : 2 en 1972, 3 en 1973, 2 en 1974, 1 en 1975, 4 en 1977, 6 en 1978, 4 en 1979, 1 en 1980
- Sept Tournois des Cinq Nations disputés : 1972, 1973, 1974, 1975, 1977, 1978, 1979.
- Grand Chelem en 1978.
- Vainqueur du Tournoi des Cinq nations en 1973, 1978, 1979.

- Trois tournées des Lions.